# Kärde
Kärde (äldre svenska: Kardis) är en ort i Estland. Den ligger i Jõgeva kommun och landskapet Jõgevamaa, i den centrala delen av landet, 110 km sydost om huvudstaden Tallinn. Kärde ligger 83 meter över havet och antalet invånare är 134.
Terrängen runt Kärde är mycket platt. Runt Kärde är det ganska tätbefolkat, med 75 invånare per kvadratkilometer. Närmaste större samhälle är Jõgeva, 13,4 km sydost om Kärde. I omgivningarna runt Kärde växer i huvudsak blandskog.